# موسى بن شاكر
موسى بن شاكر الخراساني من كبار الفلكيين الذين عاشوا في عصر الخليفة العباسي المأمون وقد اشتهر بإتقانه الأزياج الفلكية، كما اشتهر أبناؤه فيما بعد بالعلوم الفلكية والهندسة الميكانيكية.

## اسمه ونشاته
ولادة موسى بن شاكر في مرو الشاهجان وهي في تركمانستان ولم تحدد سنة الولادة بالضبط، نشأ وتلقى العلم في بغداد، وكل الذي عرف عن هذه الأسرة أن الأب موسى كان في زمن الخليفة العباسي المأمون في القرن الثالث الهجري، يتولى شؤون الفلك في بلاط الخليفة المأمون وذلك في حدود سنة 218-198 هـ.

## حسابه لمحيط الأرض
وفي بغداد برز موسى وأبناؤه محمد وأحمد وحسن في علوم الرياضيات والهندسة والميكانيكا، ولذلك انتدبه المأمون في بعثة إلى منطقة سنجار (من أقضية العراق) لقياس المسافة التي تقابل درجة على خط الطول، هذا يكافئ قياس محيط الأرض إذا قدّرت هذه المسافة بـ 360. وفي سنجار وبعد حساب طويل مضنٍ ودقيق توصلت بعثة موسى إلى أن المسافة تساوي ⅔66 ميلاً عربياً (الميل العربي يساوي 1973.2 متراً)، وهذا يعادل 47.356 كيلومتر لمدار الأرض. هذه النتيجة قريبة من الرقم الصحيح، لأن مدار الأرض الفعلي يعادل 40.000 كيلو متر على التقريب، ولهذا يعزى إلى بني موسى بن شاكر القول بالجاذبية العمودية بين الأجرام السماوية، وهي التي تربط كواكب السماء بعضها ببعض ويجعل الأجسام تقع على الأرض، وقد كلّفهم المأمون يقياس محيط الأرض، وقد قدّروه بنحو أربعة وعشرين ألف ميل، واختاروا لذلك مكاناً منبسطاً في صحراء سنجار، ونصبوا آلاتهم وقاسوا الارتفاعات والميل والأفق، وعلموا أن كل درجة من درجات الفلك يقابلها ⅔66 ميل، وقد توافق هذا الحساب مع ما عملوه في أرض الكوفة. وقياس العرب هذا هو أول قياس حقيقي أُجري مباشرة مع كل ما اقتضته تلك المساحة من المدة الطويلة والمشقة.

## أعماله العلمية
عاش موسى بن شاكر في بغداد زمن الخليفة العباسي المأمون، وكان من المقربين من الخليفة، وقد اهتم بالفلك والتنجيم. وعندما توفي موسى بن شاكر، ترك أولاده الثلاثة صغاراً فرعاهم المأمون، وكلف إسحاق بن إبراهيم المصعبي بالعناية بهم. أدخلهم إسحاق إلى بيت الحكمة الذي كان يحتوي على مكتبة كبيرة وعلى مرصد فلكي، إضافةً إلى القيام بترجمة الأعمال الفلسفية والعلمية من اليونانية. نشأ بنو موسى في هذا الوسط العلمي وأصبحوا أبرز علماء بيت الحكمة. اشتهر الأبناء الثلاثة، وهم محمد وأحمد والحسن باسم بنو موسى، أو الإخوة الثلاثة. وقد كان أكبرهم أبو جعفر محمد عالماً بالهندسة والنجوم و«المجسطي»؛ وكان أحمد متعمقاً في صناعة الحيل (الهندسة الميكانيكية) وأجاد فيها، وتمكن من الابتكار فيه؛ أما الحسن فكان متعمقاً في الهندسة. توفي أكبرهم سنة 872م ـ 259 هـ.

## وفاته
توفي موسى بن شاكر عن سنّ مبكرة وكان أولاده الثلاثة ما زالوا أطفالاً، ولحسن مكانتهم عند الخليفة تبعاً لدرجة أبيهم عنده فقد رعاهم المأمون وعلًمهم وأحسن إليهم، حتى أن كبير إخوته محمد أصبح ذا مكانة وشأن كبير في السياسة، وحلّ محل أبيه موسى عند الخليفة المأمون. ورغم اشتغاله في السياسة في بلاط المأمون، إلا أنه كان عالماً فلكياً ورياضياً من الدرجة الأولى، ولهذا اهتم بالأرصاد الجوية والإنشاءات الميكانيكية. ويذكر أن المأمون أوكل أمر العناية لهم إلى إسحاق بن إبراهيم المصعبي حاكم بغداد، حتى إذا ما كبروا دفعوا إلى يحيى بن منصور رئيس بيت الحكمة، وكان من كبار المنجمين، ففتحت أمام الثلاثة في تلك -الدار- كل أنواع المعرفة والعلوم ووسائل التعليم والاستفادة حتى برزوا في علم الفلك والرياضيات والميكانيكا والهندسة والموسيقى والطب والحكمة والفلسفة.